# Milan Halaška
Milan Halaška (* 8. ledna 1988, Krnov, Československo) je český fotbalista, momentálně působící v klubu MFK Kravaře hrajícího krajský přebor (5. nejvyšší soutěž v ČR). Nejčastěji nastupuje na pozici útočníka nebo krajního záložníka. Žije v Chuchelné.

## Klubová kariéra
Odchovanec krnovského fotbalu. Po působení v mládeži Vítkovic zamířil zpět do Krnova, odkud si ho vyhlédla v jeho 18 letech v roce 2006 Opava. V SFC si pomalu budoval místo v kádru druholigového A mužstva a nakonec zde úspěšně působil 6 sezon, ve kterých vstřelil 39 branek. Byl součástí týmu při sestupu Opavy z druhé ligy v sezoně 2009/10, aby v následující sezoně svými 12 góly pomohl k návratu do druhé nejvyšší soutěže.
V červenci 2012 přestoupil do prvoligové Zbrojovky Brno. V české nejvyšší soutěži odehrál 11 utkání a vstřelil 2 branky (proti Teplicím a Plzni).
V létě 2013 byl na třídenní zkoušce ve slovenském prvoligovém klubu FK Dukla Banská Bystrica. Nakonec se však na své první zahraniční angažmá vydal v srpnu 2013, kdy zamířil do chorvatského druholigového týmu NK Inter Zaprešić na roční hostování ze Zbrojovky Brno. Hostování bylo nakonec předčasně ukončeno po podzimní části sezony i kvůli zranění.
Část zimní přípravy poté absolvoval v Opavě, která bojovala na špici MSFL. Nakonec ale Milan pro jarní část sezony 2013/14 zvolil hostování do druholigové Karviné. Následovalo střelecky úspěšné angažmá na podzim roku 2014 v MSFL v dresu brněnského klubu SK Líšeň. V jarní části si Halaška doposud naposledy zahrál druhou českou nejvyšší soutěž za MFK Frýdek-Místek. Mezi lety 2015 - 2017 vystřídal tři třetiligové kluby, postupně hrál za FC Hlučín, MFK Vítkovice (kam přestoupil z Brna) a FC Odra Petřkovice.
V srpnu 2017 přestoupil Milan Halaška z tehdy druholigových Vítkovic do Bohumína, kde odehrál 6 divizních sezon a vstřelil 55 branek. V létě 2023 přestoupil do týmu MFK Kravaře, hrajícího krajský přebor.

## Reprezentační kariéra
Halaška se objevil v jednom přátelském utkání českého reprezentačního výběru U19 
13. června 2006 proti hostujícímu Srbsku (prohra ČR 0:1) odehrál první poločas.

## Klubové statistiky
Aktuální k datu : 4.3.2021
| Sezona   | Klub               | Země       | Soutěž                 | Zápasy | Góly |
| -------- | ------------------ | ---------- | ---------------------- | ------ | ---- |
| 06/07    | SFC Opava          | Česko      | 2. liga                | 14     | 3    |
| 07/08    | SFC Opava          | Česko      | 2. liga                | 29     | 3    |
| 08/09    | SFC Opava          | Česko      | 2. liga                | 30     | 10   |
| 09/10    | SFC Opava          | Česko      | 2. liga                | 24     | 3    |
| 10/11    | SFC Opava          | Česko      | MSFL                   | 28     | 12   |
| 11/12    | SFC Opava          | Česko      | 2. liga                | 29     | 8    |
| 12/13    | FC Zbrojovka Brno  | Česko      | Gambrinus liga         | 11     | 2    |
| 13/14    | NK Inter Zaprešić  | Chorvatsko | 2.HNL                  | 3      | 0    |
| 13/14    | MFK Karviná        | Česko      | Fotbalová národní liga | 12     | 0    |
| 14/15    | SK Líšeň           | Česko      | MSFL                   | 16     | 10   |
| 14/15    | MFK Frýdek-Místek  | Česko      | Fotbalová národní liga | 14     | 1    |
| 15/16    | FC Hlučín          | Česko      | MSFL                   | 14     | 1    |
| 15/16    | MFK Vítkovice      | Česko      | MSFL                   | 12     | 0    |
| 16/17    | FC Odra Petřkovice | Česko      | MSFL                   | 28     | 4    |
| 17/18    | FK Bospor Bohumín  | Česko      | Divize E               | 26     | 10   |
| 18/19    | FK Bospor Bohumín  | Česko      | Divize E               | 22     | 15   |
| 19/20 ** | FK Bospor Bohumín  | Česko      | Divize F               | 13     | 8    |
| 20/21 ** | FK Bospor Bohumín  | Česko      | Divize F               | 8      | 2    |
| 21/22    | FK Bospor Bohumín  | Česko      | Divize F               | 23     | 9    |
| 22/23    | FK Bospor Bohumín  | Česko      | Divize F               | 23     | 11   |
| 23/24    | MFK Kravaře        | Česko      | Krajský přebor         | 28     | 21   |
| 24/25    | MFK Kravaře        | Česko      | Krajský přebor         | 28     | 23   |
|          |                    |            |                        |        |      |
|          | CELKEM             | Česko      | 1.liga                 | 11     | 2    |
|          |                    | Česko      | 2.liga                 | 152    | 28   |
|          |                    | Chorvatsko | 2.HNL                  | 3      | 0    |
|          |                    | Česko      | MSFL                   | 98     | 27   |
|          |                    | Česko      | Divize                 | 115    | 55   |
|          |                    | Česko      | Krajský přebor         | 56     | 44   |
|          |                    |            |                        |        |      |
|          |                    |            | součet                 | 435    | 156  |

**= sezona předčasně ukončena v dubnu 2020 z důvodu pandemie covidu-19.

## Osobní život
Milan Halaška je ženatý s manželkou Petrou. 20. dubna 2019 se jim narodil syn Tomáš.